# Trichlor(methyl)silan
Trichlor(methyl)silan ist eine farblose, klare Flüssigkeit mit stechendem Geruch. Es gehört zur Gruppe der halogenierten Silane und ist eine Basischemikalie in der organisch-chemischen Synthese, besonders in der Schutzgruppenchemie.

## Gewinnung und Darstellung
Trichlor(methyl)silan wird gemeinsam mit Dichlordimethylsilan und Chlortrimethylsilan über die Müller-Rochow-Synthese hergestellt. Dabei reagiert gepulvertes Silicium mit Chlormethan bei 350 °C in Gegenwart von gepulvertem Kupfer und Kupfer(II)-oxid als Katalysator zunächst zu Dichlordimethylsilan, das unter den Reaktionsbedingungen zu Chlortrimethylsilan und Trichlormethylsilan disproportioniert:
Das Produktgemisch kann aufgrund der unterschiedlichen Siedepunkte seiner Komponenten destillativ getrennt werden. Spuren von Chlorwasserstoff, der evtl. durch Hydrolyse im Chlortrimethylsilan vorhanden ist, können durch Destillation unter Zusatz von wenig Chinolin entfernt werden.

## Eigenschaften

### Physikalische Eigenschaften
Trichlormethylchlorsilan ist eine farblose, stechend riechende, an der Luft infolge Chlorwasserstoff-Abspaltung stark rauchende Flüssigkeit. Unter Normaldruck siedet die Verbindung bei 66 °C. Die molare Verdampfungsenthalpie am Siedepunkt beträgt 30,7 kJ·mol−1. Die Dampfdruckfunktion ergibt sich nach Antoine entsprechend ln(P) = A−(B/(T+C)) (P in bar, T in K) mit A = 3,997033, B = 1167 und C = −47 im Temperaturbereich von 287 bis 337,5 K. Die Wärmekapazität beträgt bei 25 °C 163,1 J·mol−1·K−1 bzw. 1,09 J·g−1·K−1.

### Chemische Eigenschaften
Mit Wasser erfolgt eine heftige Hydrolyse. Die Verbindung wirkt stark korrosiv.

### Sicherheitstechnische Kenngrößen
Trichlormethylchlorsilan bildet leicht entzündliche Dampf-Luft-Gemische. Die Verbindung hat einen Flammpunkt von −15 °C. Der Explosionsbereich liegt zwischen 7,6 Vol.‑% (470 g·m−3) als untere Explosionsgrenze (UEG) und 10,4 Vol.‑% als obere Explosionsgrenze (OEG). Die Zündtemperatur liegt oberhalb von 500 °C. Der Stoff fällt somit in die Temperaturklasse T1.

## Verwendung
Trichlor(methyl)silan ist ein Rohstoff für die Produktion von pyrogenen Kieselsäuren und hochreinen Siliciumcarbids, wobei es auf 1110 °C bis 1900 °C erhitzt werden muss:
{\displaystyle \mathrm {CH_{3}SiCl_{3}\longrightarrow SiC+3\,HCl} }

## Sicherheitshinweise
Da die Dämpfe schwerer als Luft sind, können sich am Boden explosive Gemische bilden. Bei Kontakt mit Wasser und Luftfeuchtigkeit bildet sich Salzsäure, die zu Verätzungen führen kann.